# Морстаунски НЛО
Морстаунски НЛО (енгл. Morristown UFO) је назив за догађај који се десио у јануару 2009. године изнад града Морстауна у Њу Џерзију. Догађај се првобитно десио 5. јануара 2009. године између 08:15 и 9:00 часова увече. Пет светала се појавило на небу изнад града. Светла су се касније појавила у још 4 дана: 26. јануара, 29. јануара, 7. фебруара, и 17. фебруара 2009. године. Но, постоје бројни докази који би могли доказати да је овај догађај заправо превара.
Касније је откривено како су светла изнад града била заправо само светла прикључена на балониме са хелијумом.